# Lee Beom-soo
Lee Beom-soo (Hangul: 이범수; Cheongju, 25 de noviembre de 1969) es un actor surcoreano conocido por sus interpretaciones en Singles, Giant, On Air, Surgeon Bong Dal-hee e History of a Salaryman.

## Biografía
Se matriculó en el Departamento de Teatro en la Universidad Chung-ang  en Seúl en 1988.

### Vida personal
Lee Beom-soo se casó por primera vez en 2003 pero se divorció después de cuatro meses. En 2010 se casó con la  intérprete de inglés Lee Yoon-jin, quién antes le enseñó inglés. Poco después de la ceremonia en mayo, anunciaron que estaban a la espera de su primer hijo. Su hija, Lee So-eul (이소을), nació el 1 de marzo de 2011. El 21 de febrero de 2014 nació su segundo hijo, Lee Da-eul (이다을).

## Carrera
Debutó en 1990 en la película Kurae, Kakkumun Hanulul Boja (Sí, deja una mirada arriba en el cielo de vez en cuando).
Posteriormente participando en las películas The Ginkgo Bed, City of the Rising Sun, The Anarchists, Jungle Juice y Wet Dreams, pero fue la película Singles (2003) la que lo llevó al estrellato. La prensa coreana le ha bautizado como  "El Pequeño Gigante de Chungmuro" (equivalente coreano de Hollywood). Recibió el premio Seoul Art & Culture en 2011 como mejor actor de drama por su personaje en Giant.

## Filmografía

### Películas
| Año  | Título                                               | Rol                                |
| ---- | ---------------------------------------------------- | ---------------------------------- |
| 2024 | The Roundup: Punishment                              | Jang Tae-soo                       |
| 2023 | The Roundup: No Way Out                              | Jang Tae-soo                       |
| 2019 | Race to Freedom: Um Bok Dong                         | Hwang Jae-ho                       |
| 2017 | Inacabado                                            | Oh Young-min                       |
| 2016 | Planes tontos                                        | Cha Ki-Bum                         |
| 2016 | Cromita de operación                                 | Lim Gye-Jin                        |
| 2016 | Inolvidable                                          | Yong-chul (cameo)                  |
| 2015 | The Beauty Inside                                    | Kim Woo-jin                        |
| 2014 | El Movimiento Divino                                 | Sal-soo                            |
| 2012 | Por encima de mi cadáver                             | Baek Hyun-chul                     |
| 2010 | Sai                                                  |                                    |
| 2009 | The Righteous Thief (Descendientes de Hong Gil Dong) | Hong Mu-hyeok                      |
| 2009 | Dónde es Jung Seung Phil                             | Jung Seung-phil                    |
| 2009 | Más de Azul                                          | Cha Ju-hwan                        |
| 2009 | Levantamiento King Kong                              | Lee Ji-bong                        |
| 2008 | Campana de muerte                                    | Hwang Chang-vale                   |
| 2006 | Proyecto Makeover                                    | Oh Tae-hoon (cameo)                |
| 2006 | Mi Mujer es un Gangster 3                            | Ki-chul                            |
| 2006 | 200 Belleza de Libras                                | Taxista (cameo)                    |
| 2006 | Control de Sexo de la misión                         | Byeon Suk-gu                       |
| 2006 | La Ciudad de Violencia                               | Pil-ho                             |
| 2006 | Búsqueda prohibida                                   | Gwang-heon                         |
| 2005 | Lee Dae-ro no Puede Morir                            | Lee Dae-ro                         |
| 2005 | Es de turno                                          | Detective (cameo)                  |
| 2004 | Superstar Señor Gam                                  | Gam Sa-yong                        |
| 2004 | Au Revoir, UFO                                       | Sang-hyun                          |
| 2003 | Complacer Enseñarme inglés                           | Pasajero de metro (cameo)          |
| 2003 | Oh! Hermanos                                         | Oh Bong-goo                        |
| 2003 | Singles                                              | Jeong-Jun                          |
| 2002 | El Presidente Romántico                              | bum en laestación de metro (cameo) |
| 2002 | Lo hace Grande                                       | Ji-hyeong                          |
| 2002 | Sueños mojados                                       | Byung-chul                         |
| 2002 | Zumo de jungla                                       | Cheol-su                           |
| 2001 | Uno Día de Primavera Buena                           |                                    |
| 2000 | Bungee Saltando de Su Propio                         | Lee Dae-geun                       |
| 2000 | Justo Él!                                            | Ganado Kwang-tae                   |
| 2000 | Anarquistas                                          | Dol-seok                           |
| 1999 | Amor                                                 |                                    |
| 1999 | Magnífico Abriendo                                   |                                    |
| 1998 | Si los Aumentos de Sol en el Del oeste               |                                    |
| 1998 | Ciudad del Sol de Aumentar                           | Byeong-guk                         |
| 1998 | Fragancia de un Hombre                               |                                    |
| 1998 | Los Guardianes de Alma                               |                                    |
| 1998 | Un Negocio de Crecer                                 | Víctima                            |
| 1997 | El Contacto                                          |                                    |
| 1996 | Mamá de fantasma                                     |                                    |
| 1995 | Un Techo Caliente                                    |                                    |
| 1991 | Teenage Coup                                         |                                    |
| 1990 | Well, Sometimes Let's Look at the Sky                |                                    |

### Series
| Año  | Título                           | Rol                      | Red     | Ref.  |
| ---- | -------------------------------- | ------------------------ | ------- | ----- |
| 2025 | Sin piedad para nadie            | Sim Seong-won            | Netflix | [ 7 ] |
| 2020 | Private Life                     | Choi Yong-jin            | jTBC    |       |
| 2016 | Moorim School: Saga of the Brave | Wang Hao                 | KBS2    |       |
| 2015 | Last                             | Kwak Heung-sam           | jTBC    |       |
| 2014 | Triangle                         | Jang Dong-soo            | MBC     |       |
| 2013 | Prime Minister and I             | Prime Minister Kwon Yool | KBS2    |       |
| 2013 | Iris II: New Generation          | Yoo Joong-won            | KBS     |       |
| 2012 | Dr. Jin                          | Lee Ha-weung             | MBC     |       |
| 2012 | History of a Salaryman           | Yoo Bang                 | SBS     |       |
| 2010 | Giant                            | Lee Kang-Mo              | SBS     |       |
| 2008 | On Air (SBS, 2008)               | Jang Ki-joon             | SBS     |       |
| 2007 | Surgeon Bong Dal-hee             | Ahn Joong-geun           | SBS     |       |
| 2007 | If in Love... Like Them          | Mnet/SBS                 |         |       |
| 1999 | Love Story Ep 2 "Message"        | SBS                      |         |       |

### Espectáculo de variedad
| Año  | Título                 | Función          | Red |
| ---- | ---------------------- | ---------------- | --- |
| 2016 | The Return of Superman | Él con sus niños | KBS |

### Vídeos musicales
| Año  | Artista       | Título             |
| ---- | ------------- | ------------------ |
| 2007 | SG Wannabe    | "Arirang"          |
| 2007 | Brown Eyes    | "Already One Year" |
| 2007 | Kim Jong-wook | "Bad Guy"          |
| 2006 | SG Wannabe    | "Precious History" |
| 2011 | WE            | "The Rain"         |

## Premios y nominaciones
| Año  | Premio                  | Categoría                                 | Nominación                |
| ---- | ----------------------- | ----------------------------------------- | ------------------------- |
| 2007 | 44 Grand Bell Awards    | Premio de Popularidad                     | La Ciudad de la Violencia |
| 2007 | 43 Baeksang Arts Awards | Premio de Popularidad                     | Cirujano Bong Dal hee     |
| 2007 | SBS Drama Awards        | Premio a la Mejor Pareja con Lee Yo-won   | Cirujano Bong Dal hee     |
| 2007 | SBS Drama Awards        | Top Ten Star Award                        | Cirujano Bong Dal hee     |
| 2007 | SBS Drama Awards        | Premio elección de los Productores        | Cirujano Bong Dal hee     |
| 2008 | Mnet 20's Choice Awards | Estrella de Drama Masculino más atractivo |                           |
| 2010 | SBS Drama Awards        | Premio de Excelente Superior, Actor       | Gigante                   |
| 2010 | SBS Drama Awards        | Top Ten Star Award                        | Gigante                   |
| 2013 | KBS Drama Awards        | Premio a la Mejor Pareja con Im Yoona     | El primer Ministro y yo   |